# Phreatia trilobulata
Phreatia trilobulata är en orkidéart som beskrevs av Rudolf Schlechter. Phreatia trilobulata ingår i släktet Phreatia och familjen orkidéer. Inga underarter finns listade i Catalogue of Life.